# Сигэмицу, Мамору
Мамору Сигэмицу (яп. 重光 葵 Сигэмицу Мамору, 29 июля 1887 — 26 января 1957) — японский дипломат, министр иностранных дел, первый представитель Японии в ООН.

## Биография
Родился в посёлке Миэ уезда Оно префектуры Оита (в настоящее время город Бунго-оно). Получил в Токийском университете юридическое образование и поступил на работу в МИД. В 1919 году был членом японской делегации на Парижской мирной конференции, работал в посольстве в Германии. Некоторое время служил консулом в Портленде (США).
Во время дипломатической службы в Китае (1931—1932), пострадал во время нападения корейского боевика и лишился ноги.
С 1933-го по 1936 год — заместитель министра иностранных дел. Примыкал к политикам, настроенным агрессивно по отношению к Китаю.
В 1936 году был командирован в Москву в качестве посла. При его участии были подписаны (28 декабря 1936 и 29 декабря 1937) японо-советские соглашения о временном режиме рыболовства.
10 июля 1938 года японский посол в СССР Мамору Сигэмицу потребовал в ноте протеста советскому правительству вывода всех войск СССР со спорной территории. Ему были предъявлены документы Хуньчуньского соглашения 1886 года и приложенная к ним карта, свидетельствующая о том, что высоты Заозёрная и Безымянная находятся на советской территории. 20 июля 1938 года он вручил правительству СССР очередную ноту правительства Японии.
29 июля начались боевые действия у озера Хасан, которые продолжались до 11 августа 1938 года.
10 августа 1938 года от имени правительства Японии предложил правительству СССР начать мирные переговоры.
1938—1941 — посол в Великобритании, откуда был отозван в июне 1941 года, на обратной дороге провёл 2 недели в США в консультациях с послом Китисабуро Номурой.
После нападения Японии на США был назначен послом к марионеточному нанкинскому правительству.

### Министр иностранных дел
20 апреля 1943 года премьер-министр Хидэки Тодзё назначил Сигэмицу министром иностранных дел, вместо Масаюки Тани. Его попытки посредничества в заключении мира между Германией и СССР в 1943—1944 гг., окончились решительным отказом Москвы.
После разгрома Японии 2 сентября 1945 года на борту линкора «Миссури» Сигэмицу подписал Акт о капитуляции от имени японского правительства (от Императорской ставки подпись поставил начальник генштаба генерал Ёсидзиро Умэдзу). 15 сентября 1945 года ушел по собственному желанию в отставку в поста Министра иностранных дел.

### Суд
Изначально Мамору Сигэмицу планировал участвовать в Международном военном трибунале в Токио как свидетель защиты, однако под давлением Советского Союза 29 апреля 1946 года был арестован американскими оккупационными властями и привлечен к суду как один из военных преступников. 12 ноября 1948 года приговорён к семи годам тюремного заключения. Однако, проведя в тюрьме 4 года и 7 месяцев, 21 ноября 1950 года Сигэмицу был освобождён.

## Послевоенная карьера
Уже в 1952 году Сигэмицу стал председателем Прогрессивной партии, а позже заместителем председателя Демократической партии.
В кабинете Итиро Хатоямы — министр иностранных дел, руководил японской стороной на переговорах о восстановлении дипломатических отношений с СССР в 1955 году в Лондоне и в июле 1956 года Москве (вместе с Сюнъити Мацумото). Однако переговоры не увенчались успехом, в том числе из-за расхождения позиций сторон относительно судьбы Курильских островов. Этому не способствовало и заявление госсекретаря США Даллеса о том, что США оставят себе острова Рюкю, включая Окинаву, если Япония признает Южные Курилы территорией СССР. Примечательно, что всего за пять лет до того именно Даллес заставил японцев отказаться от Курильских островов.
На период отсутствия Сигэмицу его обязанности временно исполнял Тацуно́сукэ Такасаки.
Во время визита в Вашингтон в 1955 году участвовал в переговорах о пересмотре японо-американского договора о безопасности.
Сигэмицу был первым представителем Японии в ООН (принята 18 декабря 1956 года).
23 декабря был сформирован новый кабинет министров правительства Тандзана Исибаси, в котором на посту министра иностранных дел Сигэмицу был сменён Нобусукэ Киси.
Скончался Сигэмицу 26 января 1957 года в возрасте 69 лет от инфаркта.

## Награды
- Большой крест Германского орла (1943)

## В культуре
- В «Дальневосточных частушках» (композитор А. Александров, слова М. Шувалов и Л. Райхман, 1938), посвящённых Хасанским событиям, японский министр упоминается в следующих строках:

 

«Не пройти им чрез границы,	

Не топтать у нас травы,

Не хитрите, сигемицы,

Мелко плаваете вы!»